# Namapo
Namapo is een historisch Duits motorfietsmerk.
Namapo stond waarschijnlijk voor: Bernhard NAgel, MAschinen- und Motorenfabrik, Stettin, (POlen). 
Dit was een (toenmalig) Duits merk dat van 1921 tot 1924 147 cc clip-on motoren maar ook complete 147- en 197 cc motorfietsen met eigen zijklepmotoren leverde.